# Y'a une solution à tout !
Y'a une solution à tout ! était une émission de télévision française diffusée en direct sur Direct 8 du 28 septembre 2009 au 18 décembre 2009 et présentée par Évelyne Thomas. 
Évelyne Thomas fut, à partir du 5 octobre 2009, accompagnée par Margaux Sabatier, la fille du présentateur Patrick Sabatier, qui devint chroniqueuse de l'émission et chargée des relations entre les mails envoyés par les téléspectateurs et le plateau.

## Diffusion
L'émission était diffusée en direct tous les matins de la semaine du lundi au vendredi à 11 h 30.

## Principe
Évelyne Thomas accueillait des témoins confrontés à des problèmes du quotidien et qui avaient trouvé diverses solutions. 
Les téléspectateurs pouvaient donner leur avis et poser des questions en passant en direct sur le plateau via le standard de l'émission ou envoyer des mails sélectionnés puis lus par la chroniqueuse Margaux Sabatier.
Des spécialistes et des célébrités étaient régulièrement invités dans l'émission pour donner leur avis, expliquer ou raconter leurs expériences.

## Remarques
Cette émission marquait le retour, très médiatisé, d'Évelyne Thomas, l'ex animatrice de l'émission à succès C'est mon choix sur France 3 de 1999 à 2004, après 3 ans d'absence sur le petit écran.
Cependant, un peu moins de 3 mois après son lancement, l'émission est stoppée car elle n'a pas réussi à faire monter suffisamment les audiences de cette case dite « sinistrée » des matinées sur Direct 8. En effet, l'émission réunissait environ 60 000 téléspectateurs chaque jour. Ce chiffre est, certes supérieur à celui des précédents programmes diffusés à cette même heure et qui en attiraient 30 000, mais néanmoins trop faible pour le diffuseur et la société de production qui espéraient qu'Y'a une solution à tout ! parviendrait à atteindre au moins 90 000 téléspectateurs, afin que Direct 8 quitte sa place d'avant dernière chaîne de la TNT le matin en termes d'audiences.